# Preghiera bahai
La Preghiera rientra, nella fede bahá'í, in due categorie, la preghiera obbligatoria e la preghiera devozionale.
La preghiera bahá'í è costituita da parole e riverenti frasi volte a Dio, in un colloquio o discorso intimo che vuol porre in relazione spirituale il fedele con il suo Creatore.
Lo scopo del pregare è avvicinare il credente a Dio tramite il Suo Messaggero, per testimoniare la propria fede, aprire il proprio cuore, stimolare la propria fede religiosa, esprimere in un dialogare intimo il proprio credo, cercare l'elevazione spirituale e intellettuale, impetrare l'aiuto divino quando ritenuto necessario.
I bahá'í di età compresa fra i 15 e i 70 anni recitano giornalmente,  individualmente e a loro scelta una delle tre preghiere obbligatotorie rivelate da Bahá'u'lláh, secondo la gestualità prescritta. Oltre alle preghiere obbligatorie i credenti sono sollecitati a pregare, a studiare e meditare liberamente sui testi sacri.
Le preghiere devozionali, cioè quelle non obbligatorie, possono essere recitate senza alcuno schema prefissato. Esiste un largo corpus di preghiere scritte dalle figure centrali della fede: il Báb, Bahá'u'lláh e 'Abdu'l-Bahá.
Le preghiere devozionali sono lette spesso assieme ad altri fedeli riuniti in gruppo, in quelle che sono definite dai bahá'í riunioni devozionali, tenute il più di sovente presso il domicilio di qualcuno tra loro. I partecipanti alle riunioni devozionali leggono a turno delle preghiere mentre chi non legge ascolta e medita in silenzio.

## Modalità
Bahá'u'lláh, il fondatore della Fede bahá'í, ha sollecitato nei suoi scritti i bahá'í a pregare abitualmente, ma solo con gioia e senza appesantire l'animo, sia da soli che assieme ad altri fedeli.
Nella letteratura bahá'í la preghiera è esaltata come mezzo per elevare la propria spiritualità, per aprire il cuore a Dio tramite Bahá'u'lláh e per esprimere il proprio amore al Creatore.
La preghiera individuale dovrebbe essere fatta in solitudine, senza essere disturbati da pensieri che non siano quelli volti a Dio; preferibilmente nelle ore mattutine o anche nella tarda serata.
Le preghiere di gruppo sono incoraggiate anche perché rafforzano lo spirito di appartenenza e la solidarietà tra correligionari.
Shoghi Effendi, il Custode della fede, ha scritto che le preghiere possono essere indirizzate a Dio, a Bahá'u'lláh, a `Abdu'l-Bahá e alle altre Manifestazioni di Dio.

Quest'ultimo invito è particolarmente significativo in quanto pone in evidenza il principio del riconoscimento da parte della religione bahá'í di tutte le altre Manifestazioni di Dio passate o future.

## Preghiere obbligatorie

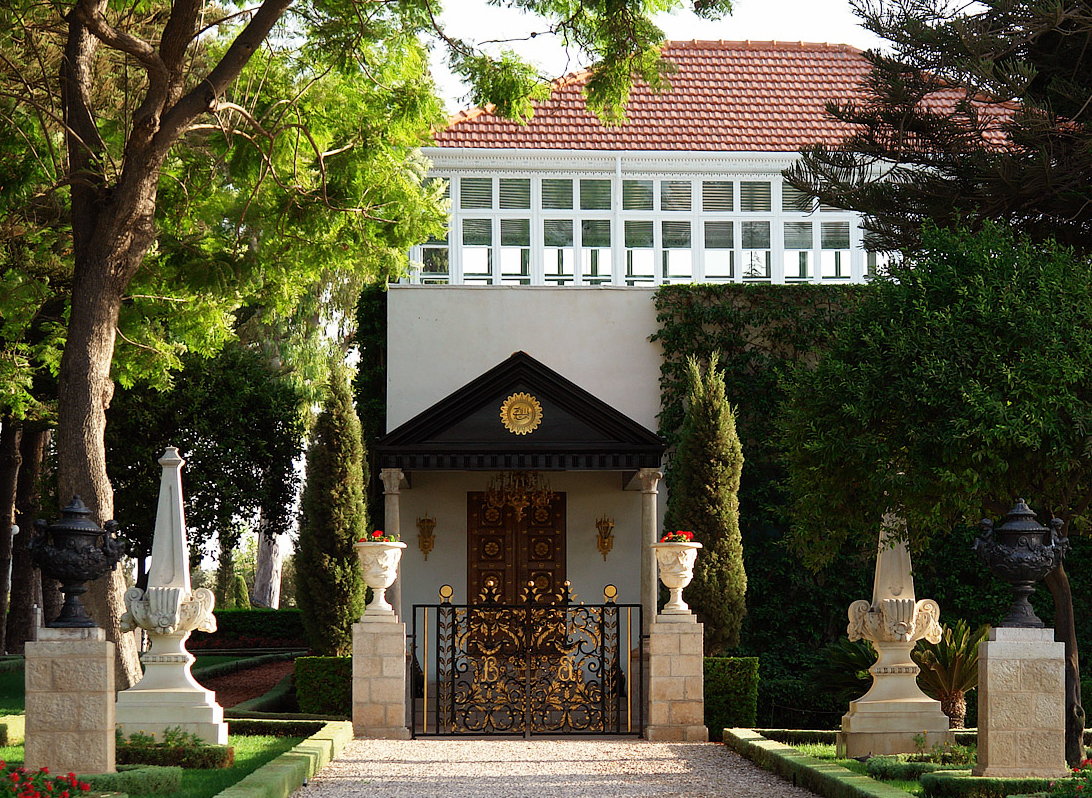
Mausoleo di Bahá'u'lláh

Oltre a raccomandare le preghiere devozionali,  Bahá'u'lláh ha prescritto nel Kitáb-i-Aqdas, il Libro delle leggi, la preghiera obbligatoria giornaliera.
La preghiera obbligatoria giornaliera, costituisce un impegno primario per tutti i bahá'í a partire dai 15 anni di età.
Lo scopo della preghiera obbligatoria è favorire l'umiltà e l'amore verso Dio e verso gli insegnamenti giunti all'umanità tramite il Suo ultimo Messaggero: Bahá'u'lláh.
Bahá'u'lláh scrisse tre preghiere obbligatorie, una breve, una media e una lunga tra le quali i bahá'í scelgono giornalmente quale recitare.
Le preghiere obbligatorie giornaliere hanno dei tempi da seguire, anche se non esistono sanzioni per la loro omissione, essendo la preghiera un atto spirituale personale .
La preghiera breve va recitata tra il mezzogiorno e il tramonto; la preghiera media viene ripetuta tre volte al giorno: la prima volta tra l'alba e mezzogiorno, la seconda tra il mezzogiorno e il tramonto e la terza entro le due ore dopo il tramonto.
La preghiera lunga può essere recitata in qualsiasi fase della giornata.
Le preghiere obbligatorie vanno precedute da abluzioni,  cioè dal lavarsi le mani e il viso  recitando versetti specifici, e  in fase di raccoglimento e di preghiera dev'essere rivolto verso la Qiblih, ossia verso il Mausoleo di Bahá'u'lláh .

## Preghiere devozionali

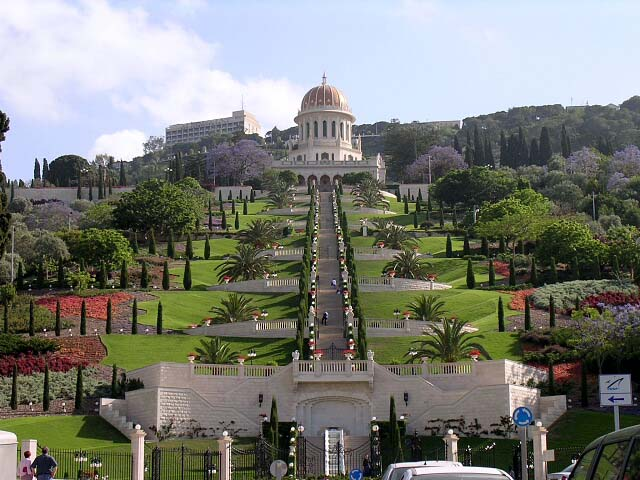
Mausoleo del Báb

Bahá'u'lláh, il Báb, `Abdu'l-Baha e Shoghi Effendi hanno scritto migliaia di preghiere, molte delle quali erano indirizzate a specifici credenti del loro tempo.
La maggior parte delle preghiere bahá'í è stata scritta in arabo e persiano, alcune di `Abdu'l-Bahá anche in turco.
Un gran numero di preghiere è stato tradotto in inglese e in diverse centinaia di altre lingue e idiomi, le preghiere brevi obbligatorie sono state tradotte in 501 idiomi
Le preghiere possono essere recitate ad alta voce o cantate, ma il loro testo non dovrebbe essere cambiato. Per le preghiere devozionali non c'è obbligo di volgersi verso la Qiblih, anche se non è proibito farlo.
La preghiera più tipica inizia in genere con delle lodi a Dio e termina con la declamazione dei Suoi attributi o virtù.
Scopo delle preghiere baha'i è insediare nell'intimo del cuore l'amore per Dio e la pace nell'umana convivenza.
Le preghiere rivelate nei Testi sacri, se recitate con amore per Dio e consapevolezza dei Suoi scopi, illuminano le umane facoltà e diffondono gli attributi celestiali nel mondo umano, riverberando la luce in esse contenuta per armonizzare i cuori. Unificano religioni e nazioni, seminando una stabile pacificazione universale. Rendono l'umanità una sola e laboriosa famiglia, che lavora nella costruzione del Regno di Dio in terra.

## Preghiere particolari
Alcune specifiche preghiere vengono recitate in circostanze o occasioni particolari, come per esempio le preghiere per le festività bahai.
Le Tavole della Visitazione sono solitamente recitate durante la visita al Mausoleo di Bahá'u'lláh, del Báb, di 'Abdul'l-Bahá e spesso anche durante le commemorazioni dei Loro anniversari. 
Bahá'u'lláh ha scritto una preghiera speciale per i defunti che va recitata prima della sepoltura del bahá'í deceduto. Tale preghiera viene letta ad alta voce da una sola persona mentre gli altri ascoltano in piedi e in silenzio, è l'unica preghiera bahá'í specificamente congregazionale.

## Il Più Grande Nome
I bahá'í recitano giornalmente per 95 volte la parola Alláh-u-Abhá "Dio il Gloriosissimo", che richiama il simbolo bahá'í de Il Più Grande Nome, similmente a quanto prescritto da Bahá'u'lláh nel Kitáb-i-Aqdas per la preghiera obbligatoria.